# Johannes Hauser (Fotograf)
Johannes Hauser (* 18. September 1974 in Augsburg) ist ein deutscher Fotograf und Journalist. Er arbeitet als Redakteur und Fotograf beim Donaukurier in Ingolstadt und ist als freischaffender Fotokünstler tätig.

## Leben
Nach dem Abitur am Gymnasium Wertingen und dem Zivildienst beim BUND in Radolfzell am Bodensee (Möggingen) studierte Hauser Diplom-Soziologie und Politische Bildung an der Katholischen Universität Eichstätt-Ingolstadt. Während des Studiums engagierte er sich in der Studierendenvertretung und gründete mit Kommilitonen die Kulturplattform NebellebeN. Er jobbte beim Lokalsender Radio RT1 Nordschwaben in Donauwörth und begann seine Arbeit als freier Fotograf unter anderem für den Donaukurier. Nach einer Hospitanz beim Bayerischen Rundfunk begann Hauser im Frühjahr 2005 ein Volontariat beim Donaukurier, für den er seit 2006 als Redakteur und Fotograf arbeitet.

## „nach oben“
Neben seiner journalistischen Arbeit verfolgt Hauser weiter dokumentarische und künstlerische Fotoprojekte. Breite Aufmerksamkeit erhielt er vor allem für seine Serie „nach oben“, an der er seit 2015 arbeitet. Zum Einsatz kommen ein zirkulares Fischaugen-Objektiv und eine am Boden liegende Vollformat-Kamera. Dabei wird die gesamte Raumkuppel über der Kamera auf den Sensor projiziert. Das Ergebnis sind runde Whole-Dome-Aufnahmen. Die Fotos sind nicht digital montiert, sondern ergeben sich rein optisch. Hauser präsentiert die Bilder seiner Serie „nach oben“ in Ausstellungen im Format 100 × 100 als Fine-Art-Prints auf Alu-Dibond. Jedes Motiv hat eine Auflage von 5 +2. Für „nach oben“ hat Hauser unter anderem im Nippon Budōkan in Tokio, dem Monterey Bay Aquarium in Kalifornien, dem Olympic-Nationalpark im US-Bundesstaat Washington, der Allianz Arena in München und der Elbphilharmonie in Hamburg fotografiert.
2015 erhielt Hauser als erster Fotograf die Erlaubnis, im Sitzungssaal des Reichstags in Berlin jenseits der Pressetribüne zu arbeiten. Gemeinsam mit Aufnahmen aus der Frankfurter Paulskirche und dem World Conference Center in Bonn (von Oktober 1992 bis Juli 1999 Plenarsaal des deutschen Bundestages) bildet die Aufnahme aus dem Bundestag in Berlin das Triptychon „Der Himmel der Demokratie“. Der Kunstbeirat kaufte die drei Bilder 2016 für die Kunstsammlung des Deutschen Bundestages an. Sie hängen heute im Paul-Löbe-Haus. Bei der Präsentation der Bilder im Frühjahr 2016 erklärte der damalige Bundestagspräsident Norbert Lammert, die Entscheidung für den Ankauf sei gefallen, weil Hausers Bilder dem Betrachter „gleichzeitig vertraut und fremd“ vorkämen. „Genau das ist es, was wir von einer ästhetischen Auseinandersetzung mit Politik erwarten: Dass nicht nur schlicht dupliziert wird, was wir ohnehin kennen, sondern dass anders auf etwas geschaut wird, das wir zu kennen glauben, das aber immer wieder fremd, anders dargestellt wird.“
Hausers Serie „nach oben“ umfasst mittlerweile gut 250 Bilder und wächst weiter.

## Ausstellungen und Rezensionen
- Teile seiner Serie „nach oben“ hat Hauser mehrfach in Ausstellung präsentiert, darunter in Eichstätt, Ingolstadt[4], Regensburg[5] und Neuburg an der Donau[6]. Andere Arbeiten zeigte er unter anderem bei Einzelausstellungen in Bregenz, Ingolstadt und Riedenburg sowie bei etlichen Gemeinschaftsausstellung des Berufsverbandes Bildender Künstlerinnen und Künstler, in dem Hauser seit 2015 Mitglied ist.

- Für den Europapark in Rust fertige Hauser 2015 und 2016 eine eigene Reihe von „nach oben“ -Bildern[7]. Die Fachzeitschrift „Chip Foto-Video“ widmete Hausers Arbeit 2018 eine Seite in der Juniausgabe.

- Im Jahr 2021 gewann Hauser in der Kategorie „Tagesaktualität“ den ersten Preis beim Wettbewerb „Pressefoto Bayern“ mit dem Bild einer Polizeistreife in der menschenleeren Ingolstädter Innenstadt in der Silvesternacht 2020. Wegen der Corona-Pandemie galt zu dieser Zeit eine Ausgangssperre in Bayern. „Diese Leere, die feierliche Beleuchtung und die beiden einsamen Polizisten symbolisieren in den Augen der Jury auf gespenstische Weise den Ernst der Lage“, hieß es in der Begründung des Bayerischen Journalistenverbandes für die Auszeichnung[8].
- 2022 verlieh der Bayerische Journalistenverband Johannes Hauser für sein Foto „Das höchste der Gefühle“ den Gesamtsieg beim Wettbewerb zum Pressefoto Bayern. Das Siegerbild zeigt ein Paar, das sich in einem Kettenkarussell küsst. Entstanden ist das Foto am 4. Juni 2022 beim Ingolstädter Volksfest im Bayern-Tower. Dabei handelt es sich um ein einem Maibaum nachempfundenes Karussell, bei dem sich die Passagiere in ihren Sitzen in über 75 Metern Höhe um die zentrale Achse drehen.[9][10]
- 2023 präsentierte Hauser im Museum für Konkrete Kunst in Ingolstadt im Rahmen der Ausstellung „Zurück auf Start“ Fotos aus der ehemaligen Werkshalle der einstigen  Königlich Bayerische Geschützgießerei, in der bis 2025 das neue Museum für Konkrete Kunst und Design gebaut wird. Hauser dokumentiert die Baustelle seit März 2021. Die 2023 gezeigten Fotos verwischen die Grenzen von Dokumentation und Kunst. Manche von Hausers Werken waren erst auf den zweiten Blick als Fotografien erkennbar, sondern erinnerten an Gemälde im Stil der Konkreten Kunst.[11]

## Werke (Auswahl)
- Seit 2011: „Pantha rhei“ Serie
- 2015: „Into the Blue“ (engere Auswahl zum Pressefoto Bayern)
- 2016: „Der Himmel der Demokratie“
- 2017: Titelbild des Kriminalromans „Das Vollbad“ von Michael von Benkel ISBN 978-3-944000-23-7
- 2017: Fotos für „Hinterkaifeck“, Mathias Petry und Christian Silvester ISBN 978-3-936808-20-9
- 2018: Texte und Bilder für „Ingolstädter Geheimnisse“, Best Medien GmbH ISBN 978-3946581307
- 2018: „Wir sind hier“ (engere Auswahl zum Pressefoto Bayern)
- 2018: „Gänsemarsch am Chiemsee“ (engere Auswahl zum Pressefoto Bayern)
- 2020: „Taschenmasken“ (engere Auswahl zum Pressefoto Bayern)
- 2020: „Silvester im Lockdown“ (Sieger in der Kategorie „Tagesaktualität“ beim Wettbewerb Pressefoto Bayern 2021)